# Cecilia Wennerström

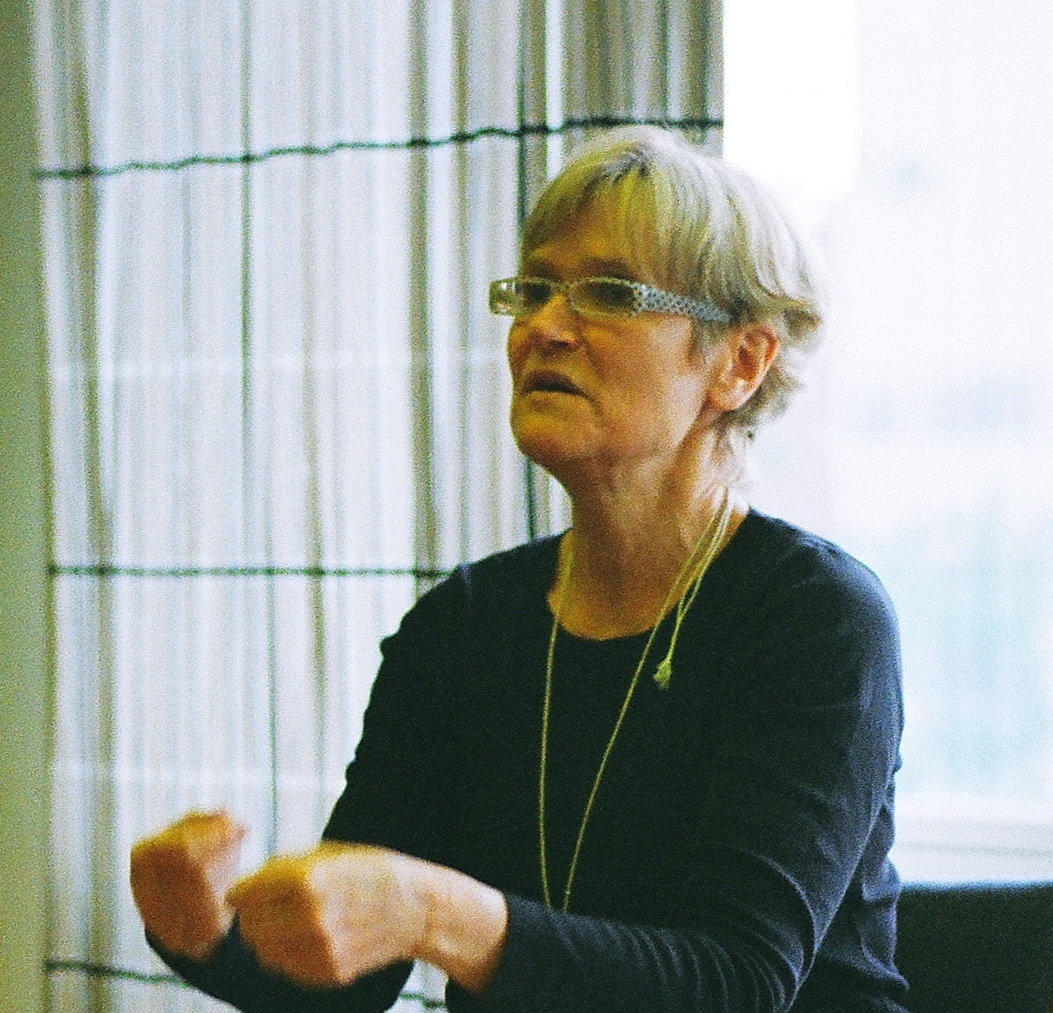
Cecilia Wennerström (2011)

Cecilia Wennerström (* 21. April 1947) ist eine schwedische Jazzmusikerin (Tenor- und Baritonsaxophon, Flöte, Altflöte, Komposition, Arrangement); sie wurde zunächst als Leiterin der Gruppe Salamander bekannt, mit der sie international tourte.

## Leben und Wirken
Wennerström wurde an den Musikhochschulen in Malmö und Göteborg ausgebildet. Sie lebt heute in Stockholm.
Zwischen 1979 und 1991 leitete Wennerström das vorrangig mit Frauen besetzte Jazzquintett Salamander, das nicht nur in Schweden auf Festivals und in Clubs tourte. Die Band, zu der 
Katarina Karlsson, Susanna Lindeborg, Vanja Holm und Stig Boström gehörten, spielte in vielen europäischen Ländern und trat 1981 auf dem Women’s Jazz Festival in Kansas City auf. Das Konzert erhielt eine sehr gute Kritik vom Jazzkritiker Leonard Feather. Im selben Jahr spielte Salamander auf dem North Sea Jazz Festival mit einem solchen Erfolg, dass das Quintett für ein Zusatzkonzert am nächsten Tag und später auch für das nächste Jahr engagiert wurde. Die Gruppe veröffentlichte vier Alben, zumeist bei Dragon Records.
1986 lud der Schauspieler und Komiker Lasse Brandeby sie ein, Baritonsaxophon und Flöte auch im Damorkestern (Damenorchester) zu spielen, das in seiner Fernsehserie Kurt Olssons television auf SVT 2 auftrat. Diese Zusammenarbeit führte zu weiteren Aufnahmen (auch einer Weihnachtsplatte) und Auftritten zwischen 1987 und 1991 sowie 1989 zum Gewinn des Chaplin-Preises beim Festival Rose d’Or.
Wennerström gründete dann ein Quartett unter ihrem Namen, das 1997 sein erstes Album aufnahm; auf Minor Stomp (Four Leaf Records) arbeitete sie mit Ann Blom (Klavier), Filip Augustson (Bass) und Henrik Wartel (Schlagzeug). 2001 folgte eine zweite CD des Cecilia Wennerström Quartet mit der Sängerin Ellekari Larsson unter dem Titel Stuck Zipper beim selben Label. Ihr Quartett tourte in Schweden, Frankreich und Italien. 2013 veröffentlichte sie ein weiteres Album unter eigenem Namen Lydian Mars (mit Maria Kvist (p), Filip Augustson (b) und Jonas Holgersson (dr). Die Band der Aufnahmesession bildete dann das Cecilia Wennerström New Quartet, wobei Chris Montgomery Holgersson am Schlagzeug ersetzte). Gemeinsam mit ihrem Ehemann, dem Trompeter Sven Larsson, leitet sie zudem die Wennerström Larsson Explicity, die im September 2011 ihre erste CD Tussilago vorlegte. Als Tenorsaxophonistin gehört sie zum Oktett Lars 8, das Kompositionen von Lars Gullin und anderen schwedischen Jazzgrößen interpretiert und 2019 das Album Heritage veröffentlichte.
1990 begann Wennerström die Zusammenarbeit mit der Sängerin und Stimmkünstlerin Marie Selander in mehreren Projekten, wie dem Album Voicings (1994) und der Aufführung der Komposition Blåst-Tuuli-Wind 1996 auf dem Kallio-Kuninkala Festival in Finnland (die 1999 auf Tournee in Wales wieder gespielt wurde). Mit Selander arbeitete sie auch in der Jazz/Weltmusik-Gruppe Snow, die beim Umeå Folk Music Festival 1997 auftrat und 1998 auf Färöer (Album Den Genomskinliga Katten).
Ab 1994 gehörte Wennerström als Baritonsaxophonistin zum Tentett von Nisse Sandström, das Transkriptionen von Werken der Capitol-Band von Miles Davis spielte. Weiterhin war sie Mitglied in der skandinavischen Frauen-Bigband Nordisk Kvinde Big Band und trat mit ihr von 1994 bis 1996 in Dänemark, Schweden und China auf, und auch im Jahr 2000, als sie in Finnland konzertierte. Zwischen 2004 und 2008 spielte sie in der Gugge Hedrenius Big Blues Band und auch im Gugge Hedrenius Rhythm & Blues Jazz Orchestra, das 2005 das Stockholm Jazz Festival eröffnete und auf dem Kristianstad Jazzfestival 2006 spielte.
Weiterhin veröffentlichte Wennerström 2008 ein Buch mit der Fantasy-Erzählung, Saga of Rim: The Land on the Rim of Time.